# Guzmania delicatula
Guzmania delicatula är en gräsväxtart som beskrevs av Lyman Bradford Smith. Guzmania delicatula ingår i släktet Guzmania och familjen Bromeliaceae. Inga underarter finns listade i Catalogue of Life.